# Liste der Bürgermeister der Stadt Montes Claros

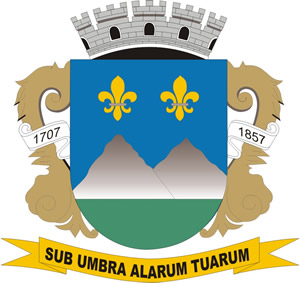
Stadtwappen

Die Liste der Bürgermeister der Stadt Montes Claros bietet einen Überblick über alle Bürgermeister, portugiesisch Prefeito Municipal, der brasilianischen Stadt Montes Claros seit Einführung des Amtes im Jahre 1832. Der Bürgermeister wird in der Regel für vier Jahre gewählt und tritt sein Amt immer zum 1. Januar des Jahres an.
| Nr. | Name                              | Amtszeit                  |
| --- | --------------------------------- | ------------------------- |
| 1.  | José Pinheiro Neves               | 1832–1835                 |
| 2.  | Felipe de Carvalho                | 1836–1839                 |
| 3.  | Antônio Gonçalves Chaves          | 1840–1851                 |
| 4.  | Carlos José Versiani              | 1852–1868                 |
| 5.  | Justino Andrade Câmara            | 1869–1873                 |
| 6.  | Francisco Durães Coutinho         | 1873–1876                 |
| 7.  | Alferes Antônio José Domingues    | 1877                      |
| 8.  | Justino Andrade Câmara            | 1878–1880                 |
| 9.  | Sílvio Teixeira de Carvalho       | 1881–1882                 |
| 10. | Joaquim Alves Sarmento            | 1883–1886                 |
| 11. | Pedro Araújo de Abreu             | 1887                      |
| 12. | Vítor Quirino de Souza            | 1888–1890                 |
| 13. | Camilo Philinto Prates            | 1890–1892                 |
| 14. | Celestino Soares da Cruz          | 1892–1893                 |
| 15. | Honorato José Alves               | 1893–1896                 |
| 16. | Simeão Ribeiro Pires              | 1897–1900                 |
| 17. | Augusto Prudêncio da Silva        | 1901–1904                 |
| 18. | Honorato José Alves               | 1905–1908                 |
| 19. | João José Alves                   | 1909–1912                 |
| 20. | Paulo Barbosa de Campos Filho     | 1912–1916                 |
| 21. | João José Alves                   | 1917–1922                 |
| 22. | Antônio Pereira dos Anjos         | 1923–1926                 |
| 23. | João Correia Machado              | 1927                      |
| 24. | Pedro Augusto Veloso              | 1928                      |
| 25. | Alfredo de Souza Coutinho         | 1928–1931                 |
| 26. | Orlando Ferreira Pinto            | 1931–1932                 |
| 27. | João Martins da Silva Maia        | 1932–1933                 |
| 28. | Carlos Pereira dos Santos         | 1933–1934                 |
| 29. | Mário Versiani Veloso             | 8. März 1934–24. Mai 1934 |
| 30. | Floriano Neiva de Siqueira Torres | 1934–1935                 |
| 31. | José Antônio Saraiva              | 1935–1936                 |
| 32. | Antônio Teixeira de Carvalho      | 1937–1942                 |
| 33. | Alfeu Gonçalves de Quadros        | 1942–1947                 |
| 34. | Athos Braga                       | 1948                      |
| 35. | Carlos Leite                      | 1949                      |
| 36. | Alfeu Gonçalves de Quadros        | 1950                      |
| 37. | Enéas Mineiro de Souza            | 1951–1954                 |
| 38. | João Lopes Martins                | 1954                      |
| 39. | João Pimenta                      | 1955–1956                 |
| 40. | Geraldo Athayde                   | 1957–1958                 |
| 41. | Simeão Ribeiro Pires              | 1959–1962                 |
| 42. | José Maia Sobrinho                | 1962                      |
| 43. | Pedro Santos                      | 1963–1965                 |
| 44. | Antônio Lafetá Rebello            | 1966–1970                 |
| 45. | Pedro Santos                      | 1971–1972                 |
| 46. | Moacir Lopes                      | 1973–1975                 |
| 47. | Ivanir Pereira                    | 1976                      |
| 48. | Antônio Lafetá Rebello            | 1977–1982                 |
| 49. | Luiz Tadeu Leite                  | 1983–1988                 |
| 50. | Mário Ribeiro da Silveira         | 1989–1992                 |
| 51. | Luiz Tadeu Leite                  | 1993–1996                 |
| 52. | Jairo Ataíde Vieira               | 1997–2004                 |
| 53. | Athos Avelino Pereira             | 2005–2008                 |
| 54. | Luiz Tadeu Leite                  | 2009–2012                 |
| 55. | Ruy Muniz                         | 2013–2017                 |
| 56. | Humberto Souto                    | 2017–2020                 |
| 57. | Humberto Souto                    | 2021–2024                 |